# Muzeum Treblinka. Niemiecki nazistowski obóz zagłady i obóz pracy (1941–1944)
Muzeum Treblinka. Niemiecki nazistowski obóz zagłady i obóz pracy (1941–1944) – muzeum martyrologii znajdujące się na terenie gminy Kosów Lacki, dokumentujące historię dwóch niemieckich nazistowskich obozów: ośrodka zagłady Treblinka II i obozu pracy Treblinka I. 

## Historia
W okresie okupacji niemieckiej na terenie gminy Kosów działały dwa obozy. Pierwszym był karny obóz pracy dla ludności polskiej i żydowskiej, nazywany potocznie Treblinka I. Funkcjonował od lata 1941 roku do końca lipca 1944 roku. Przeszło przezeń około 20 tys. osób, z czego około 10 tys. zmarło lub zostało zamordowanych. Od lipca 1942 roku do listopada 1943 roku, w odległości około dwóch kilometrów od obozu pracy, działał natomiast ośrodek zagłady, który potocznie nazywano Treblinka II. Niemcy prowadzili w nim eksterminację ludności żydowskiej. W ocenie Jacka A. Młynarczyka minimalną liczbę ofiar Treblinki II należy szacować na 780 863 osoby.
Niemcy zostali wyparci z okolic Treblinki w lecie 1944 roku. Przez następnych 20 lat tereny obu obozów pozostawały niezagospodarowane i nieupamiętnione. Aktywne były tam „hieny cmentarne” – Polacy i żołnierze Armii Czerwonej – rozkopujące teren poobozowy w poszukiwaniu złota i kosztowności.

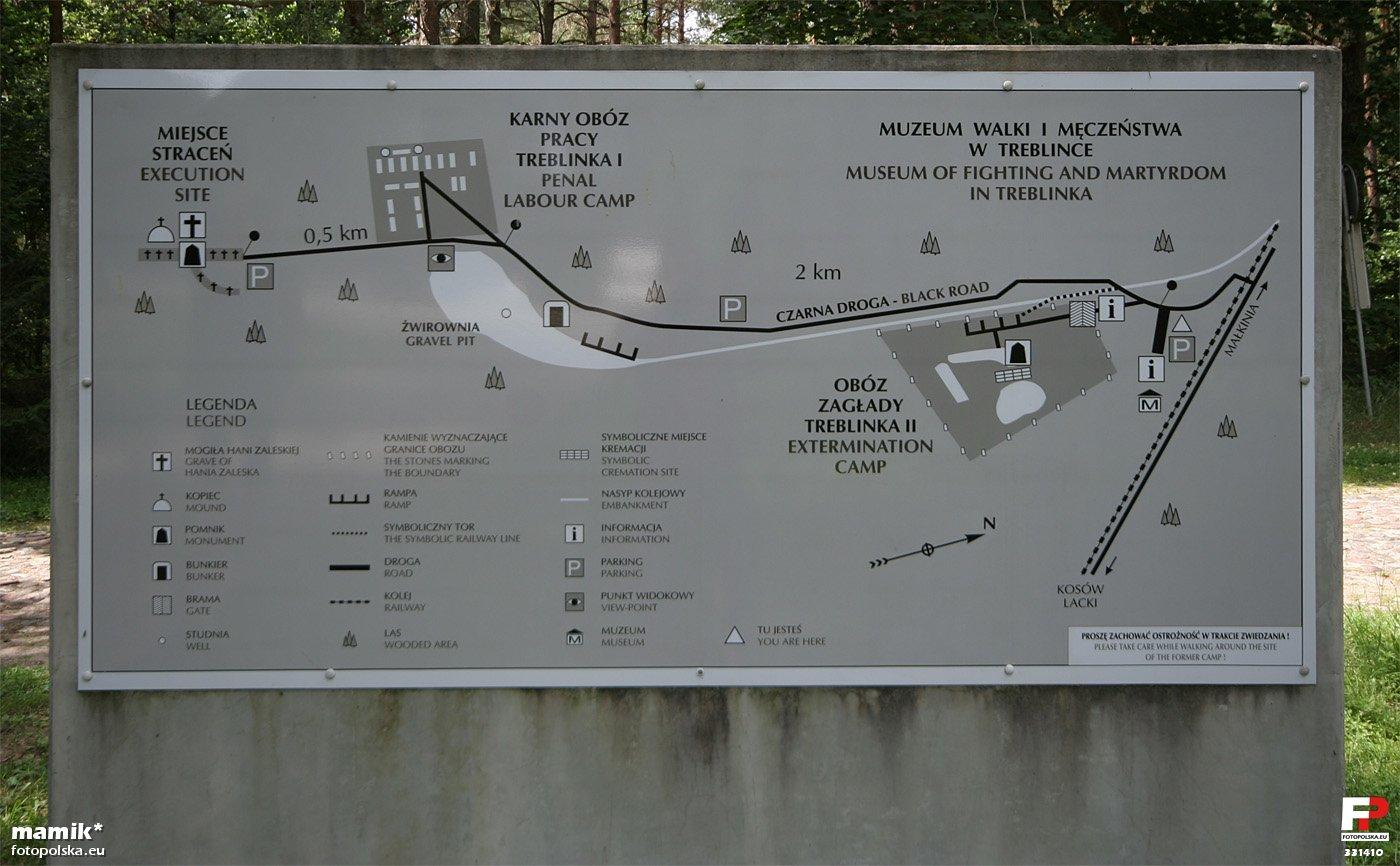
Tablica z planem muzeum

Dopiero 10 maja 1964 roku nastąpiło oficjalne odsłonięcie założenia przestrzenno-pomnikowego upamiętniającego ofiary obu obozów. Otrzymało ono nazwę Mauzoleum Walki i Męczeństwa w Treblince. Jego zasadniczą część stanowił pomnik-mauzoleum wzniesiony na terenie byłego obozu zagłady. Nieco skromniejszą formę przyjęło natomiast upamiętnienie ofiar obozu pracy. W pobliżu byłych obozów wzniesiono ponadto wiatę przeciwdeszczową – zawierającą niewielką ekspozycję i pełniącą funkcję miejsca obsługi turystów – a także dom dozorcy-przewodnika. Pierwszym przewodnikiem po mauzoleum był Tadeusz Kiryluk.
Przez pierwszych kilkanaście lat mauzoleum w Treblince nie podlegało żadnej jednostce muzealnej. Dopiero w 1981 roku zostało podporządkowane Muzeum Zbrojowni w Liwie. Placówka ta, przede wszystkim ze względu na brak funduszy, okazała się jednak niezdolna, aby podołać związanym z tym wyzwaniom. Kilka lat później narodził się pomysł utworzenia w Treblince samodzielnego Mauzoleum Martyrologii Żydów, który nie został jednak zrealizowany. W 1986 roku mauzoleum przekształcono więc w oddział Muzeum Regionalnego w Siedlcach, zmieniając jednocześnie jego nazwę na Muzeum Walki i Męczeństwa w Treblince.
W latach 80. i 90. XX wieku muzeum borykało się z brakiem funduszy. W 1999 roku wiata przeciwdeszczowa została z przyczyn technicznych wyłączona z eksploatacji; dwa lata później przeprowadzono jej rozbiórkę. Dopiero w 2010 roku w Treblince powstał w pełni funkcjonalny budynek muzealny wraz z zapleczem konferencyjnym. W tym okresie wykonano także kilka innych inwestycji mających na celu poprawę muzealnej infrastruktury.
2 sierpnia 2013 roku, w 70. rocznicę powstania w obozie zagłady, wmurowany został kamień węgielny pod Centrum Edukacji o Zagładzie Żydów w Treblince. W 2018 roku muzeum stało się samodzielną samorządową instytucją kultury pod nazwą „Muzeum Treblinka. Niemiecki nazistowski obóz zagłady i obóz pracy (1941–1944)”.

## Muzeum

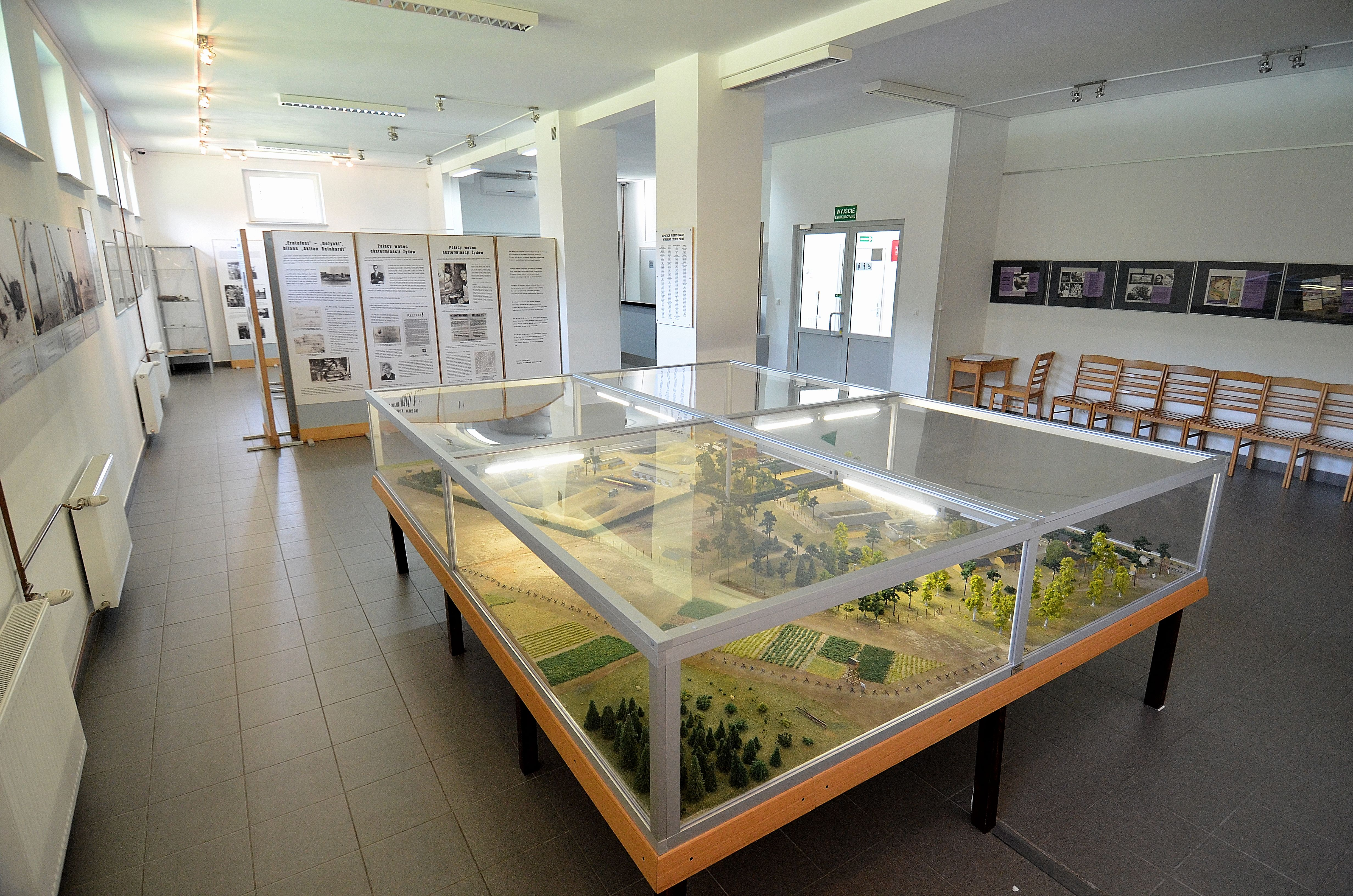
Makieta obozu zagłady

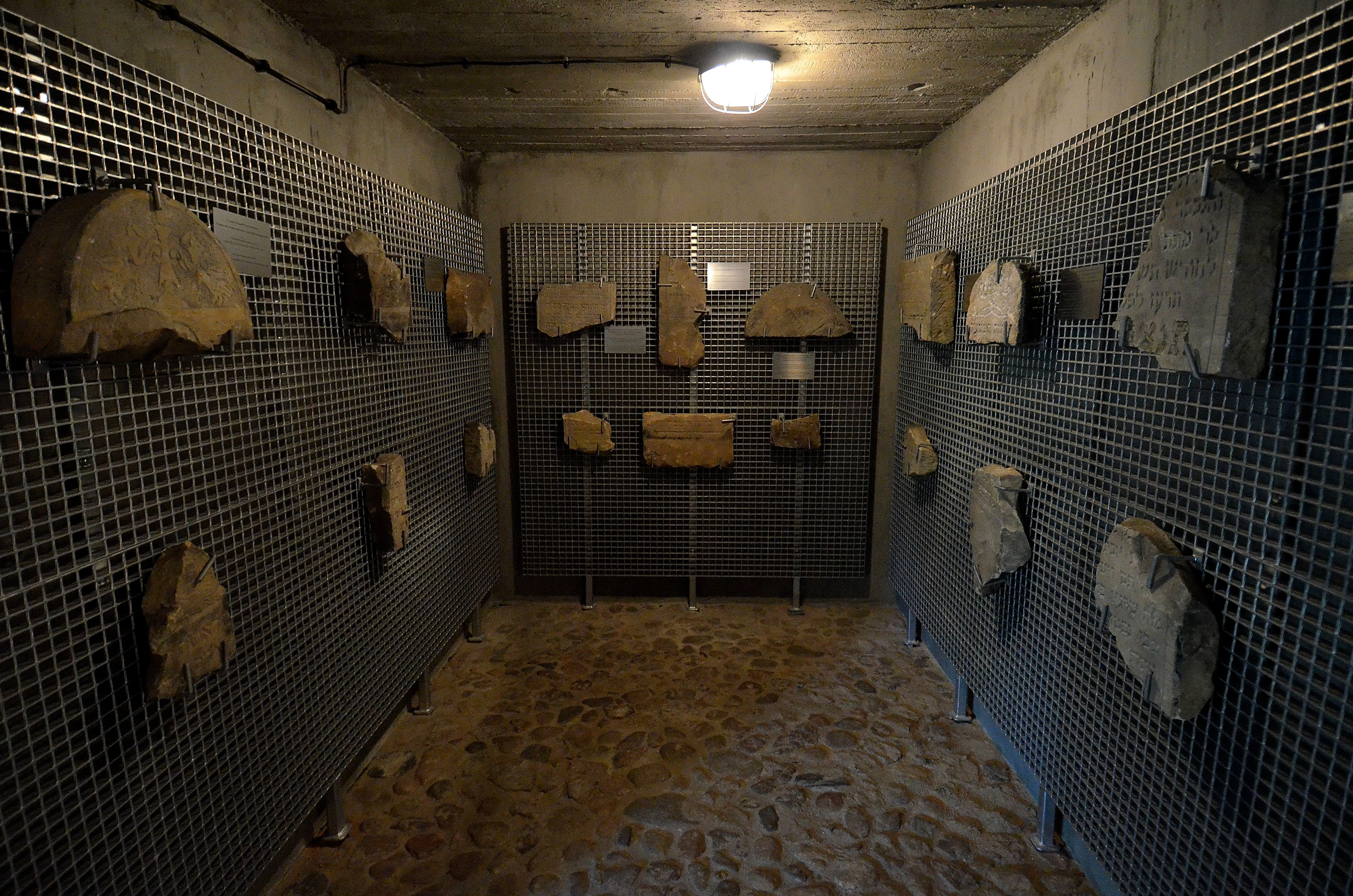
Fragmenty macew wykorzystanych do budowy „Czarnej Drogi”

Muzeum zarządza obszarem o powierzchni 132,64 ha. Na terenie tym znajdują się:
- były obóz zagłady
- były karny obóz pracy
- kopalnia żwiru, w której pracowali więźniowie obozu pracy
- miejsce straceń w lesie w pobliżu obozu pracy
- „Czarna Droga” łącząca oba obozy

Od 2010 roku w muzeum prezentowana jest wystawa stała. Składa się z czterech części, zatytułowanych:
- „A więc wojna! Ludność cywilna we wrześniu 1939 r.”
- „Okupacja niemiecka i Karny Obóz Pracy”
- „Macewy – żydowskie nagrobki”
- „Obóz Zagłady dla Żydów” (jest to największa część ekspozycji)

Ekspozycję stałą uzupełniają wystawy czasowe, m.in. wystawa „»Aktion Reinhardt«: Zagłada Żydów w Generalnym Gubernatorstwie”, którą wypożyczono z lubelskiego oddziału IPN.
Wśród najważniejszych eksponatów będących w posiadaniu muzeum znajdują się: kopie rysunków Samuela Willenberga, makieta obozu zagłady, historyczne fotografie oraz macewy pochodzące prawdopodobnie z cmentarza żydowskiego w Kosowie Lackim, które Niemcy wykorzystali do budowy „Czarnej Drogi”.
W latach 80. i 90. XX wieku muzeum odwiedzało rocznie około 30–35 tys. turystów. W 2013 roku liczba odwiedzających wyniosła 51 tys.